# Cuphea cylindracea
Cuphea cylindracea là một loài thực vật có hoa trong họ Lythraceae. Loài này được S.A.Graham mô tả khoa học đầu tiên năm 1990.